# 江成 (政治家)
江成（こうせい、1965年11月 - ）は中華人民共和国の政治家。山東省沂源県出身の漢民族で、中国共産党の党員。山東省人民政府の副省庁を務め、2022年9月に煙台市委書記を務めた。同年12月には中国共産党山東省委員会の常務委員となった。